# Hidalgo, Coahuila
Hidalgo là một đô thị thuộc bang Coahuila, México. Năm 2005, dân số của đô thị này là 1516 người.